# فیلیپ گلادینز
فیلیپ گلادینز (انگلیسی: Philippe Gladines؛ زادهٔ ۱۹ اوت ۱۹۶۰) بازیکن فوتبال اهل فرانسه است.
از باشگاه‌هایی که در آن بازی کرده‌است می‌توان به باشگاه فوتبال والنسین و باشگاه فوتبال متس اشاره کرد.